# 基亚河
基亚河（俄语：Река Кия）或青牛河（满语：Kin Bira）是哈巴罗夫斯克边疆区拉佐区的河，源起锡霍特山脉，长173公里，流域面积1,290平方公里，宽达40米，深0.4米到3米，径流量388立方米每秒，落差463米，注入乌苏里江。